# Korsar Island
Korsar Island (russisch Остров Корсар Ostrow Korsar, deutsch ‚Freibeuterinsel‘) ist eine Insel vor der Knox-Küste des ostantarktischen Wilkeslands. Sie liegt im Gebiet der Bunger-Oase.
Sowjetische Wissenschaftler benannten sie. Das Antarctic Names Committee of Australia übertrug diese Benennung 1989 ins Englische.